# Свети Димитър (Балдево)
Вижте пояснителната страница за други значения на Свети Димитър.
„Свети Димитър“ е възрожденска църква в неврокопското село Балдево, България, част от Неврокопската епархия на Българската православна църква. Обявена е за паметник на културата.

## История
Църквата е построена през 1882 година и е осветена на 23 октомври 1883 година.
Според запазеното предание християните от селото спасили детето на бея и неговата съпруга, като благодарност, съдействала „да се даде най-хубавото място“ за християнски храм.

## Архитектура и интериор
В архитектурно отношение представлява трикорабна псевдобазилика с галерия от южната страна. Има по-късно пристроена камбанария. Тя е пристроена от западната страна на храма, като според местните сведения камбаната е отлята в Пловдив.
В интериора иконостасът е профилиран и рисуван. На цокълните му табла има сцени от Шестоднева. Иконите му са изписани в 1884 година в примитивен стил от анонимен зограф. Иконостасът е триделен, като завършва с венчилка и голям кръст с лами, а в страничните кораби – с резбовани слънца. На северната врата на иконостаса са визуализирани „Христос – Агнец божий“ и под него – архидякон Стефан.
Вътрешното пространство е разделено на три кораба от две колонади с по четири колони. Централната подова плоча е с двуглав орел и надпис, започващ със: „Със страх Божий…“.
Храмът има емпория с дървен парапет и декоративна решетка. Таванът е дървен и касетиран, като в центъра на средния кораб е изображението на Христос Вседържител, заобиколен от херувими и цветна декорация.